# Wrotham Heath
Wrotham Heath (engelskt uttal: [ˈruːtəmˈhiːθ]) är en ort i grevskapet Kent i sydöstra England. Orten ligger i distriktet Tonbridge and Malling, cirka 4,5 kilometer väster om West Malling. Tätorten (built-up area) hade 547 invånare vid folkräkningen år 2021. Wrotham Heath nämndes i Domedagsboken (Domesday Book) år 1086, och kallades då Litelbroteham.